# Dr. Byrds & Mr. Hyde
Dr. Byrds & Mr. Hyde è l'ottavo album del gruppo folk rock statunitense The Byrds pubblicato nel 1969 dalla Columbia Records.

## Il disco
L'album vede la band giustapporre semplici canzoni country rock con brani psichedelici più sperimentali, dando al disco una doppia cifra stilistica contrapposta l'una all'altra che allude alla duplicità del titolo dell'opera. Inoltre, l'album fu il primo disco dei Byrds nella nuova formazione costituita da Clarence White (chitarra), Gene Parsons (batteria), John York (basso), e Roger McGuinn (chitarra). Dr. Byrds & Mr. Hyde è unico nel catalogo discografico della band in quanto è il solo album nel quale McGuinn canta come voce solista in ogni traccia.
L'album raggiunse la posizione numero 153 nella classifica statunitense Billboard 200 e la numero 15 nella Official Albums Chart britannica. Un precedente singolo, Bad Night at the Whiskey (B-side Drug Store Truck Drivin' Man), venne pubblicato il 7 gennaio 1969 ma non riuscì ad entrare in classifica. Tuttavia, un secondo 45 giri non incluso nell'album pubblicato poco tempo dopo l'uscita di Dr. Byrds & Mr. Hyde, una cover di Lay Lady Lay di Bob Dylan, raggiunse la posizione numero 132 della classifica di Billboard. Nonostante le critiche favorevoli dell'epoca, Dr. Byrds & Mr. Hyde fu il disco ad ottenere il peggior piazzamento negli Stati Uniti nella discografia dei Byrds.

## Tracce

### Edizione originale in vinile

#### Lato A
1. This Wheel's on Fire - 4:48 - (Bob Dylan/Rick Danko)
2. Old Blue - 3:25 - (arrangiamento di Roger McGuinn)
3. Your Gentle Way Of Loving Me - 2:38 - (G. Paxton/F. Guilbeau)
4. Child Of The Universe - 3:08 - (D. Grusin/Roger McGuinn)
5. Nashville West - 2:32 - (Gene Parsons/Clarence White)

#### Lato B
1. Drug Store Truck Drivin' Man - 3:56 - (Roger McGuinn/Gram Parsons)
2. King Apathy III - 3:03 - (Roger McGuinn)
3. Candy - 3:01 - (Roger McGuinn/John York)
4. Bad Night At The Whiskey - 3:26 - (Roger McGuinn/J. Richards)
5. Medley: My Back Pages/B.J. Blues/Baby What You Want Me To Do - 4:09 - (Bob Dylan/Roger McGuinn/John York/Gene Parsons/Jimmy Reed)

### Edizione rimasterizzata in CD (1997)
1. This Wheel's on Fire - 4:44 - (Bob Dylan/Rick Danko)
2. Old Blue - 3:21 - (arrangiamento di Roger McGuinn)
3. Your Gentle Way Of Loving Me - 2:35 - (G. Paxton/F. Guilbeau)
4. Child Of The Universe - 3:13 - (D. Grusin/Roger McGuinn)
5. Nashville West - 2:29 - (Gene Parsons/Clarence White)
6. Drug Store Truck Drivin' Man - 3:57 - (Roger McGuinn/Gram Parsons)
7. King Apathy III - 3:00 - (Roger McGuinn)
8. Candy - 3:38 - (Roger McGuinn/John York)
9. Bad Night At The Whiskey - 3:23 - (Roger McGuinn/J. Richards)
10. Medley: My Back Pages/B.J. Blues/Baby What You Want Me To Do - 4:08 - (Bob Dylan/Roger McGuinn/John York/Gene Parsons/Jimmy Reed)

#### Bonus tracks
1. Stanley's Song - 3:12 - (Roger McGuinn/Hippard)
2. Lay Lady Lay - 3:18 - (Bob Dylan)
3. This Wheel's on Fire - 3:53 - (Bob Dylan/Rick Danko)
4. Medley: My Back Pages/B.J. Blues/Baby What You Want Me To Do (alternate version — take 1) - 4:18 - (Bob Dylan/Roger McGuinn/John York/Gene Parsons/Jimmy Reed)
5. Nashville West (alternate version — Nashville recording) - 2:05 - (Gene Parsons/Clarence White)